# メトロポリタンホテルズ
メトロポリタンホテルズは、東日本旅客鉄道（JR東日本）グループのJR東日本ホテルズのうち、シティホテルに用いられる屋号である。JR東日本のターミナル駅から近い場所に立地するのが大きな特徴である。
JR東日本のホテル事業再編に伴い、東京地区の各ホテル運営企業（ホテルメッツチェーン含む）は2006年度までに日本ホテルと合併した。

## ホテル一覧

### 東京地区
東京地区は全館日本ホテルが運営。
- ホテルメトロポリタン
池袋駅南口・メトロポリタン改札口
旗艦店。旧・池袋ターミナルビルによって1985年開業した25階建てホテル。インバウンド用途に1988年よりインターコンチネンタルホテルズグループと部屋の販売契約を締結していたが2008年度をもって解消され、2009年4月1日よりワールドホテルズのメンバーとなる。
- ホテルメトロポリタンエドモント
飯田橋駅（旧飯田町駅近く）
飯田町駅付近の切符工場跡地を再開発し、1985年6月に開業した。旧・株式会社ホテルエドモントが運営。2003年3月に新館「イーストウィング」がアイガーデンエア敷地内に完成し、現名称へ変更した。東京ディズニーリゾート・グッドネイバーホテル。
- ホテルメトロポリタン丸の内
東京駅日本橋口にあるサピアタワー27階 - 34階に入居。
- ホテルメトロポリタン川崎
川崎駅西口開発計画のホテル棟として2020年5月開業。
- ホテルメトロポリタン鎌倉
鎌倉駅近くの若宮大路沿い（二の鳥居前・旧鎌倉警察署跡地）に2020年4月開業。
- ホテルメトロポリタン羽田
天空橋駅イノベーションシティ内のホテル棟として2023年10月開業。

### その他地域
駅直結・駅前立地のホテル
主にJR東日本管内の新幹線が停車するターミナル駅に設けられている。
- ホテルメトロポリタンさいたま新都心（さいたま新都心駅）
2017年6月13日開業。日本ホテルの直営で、さいたま新都心駅西口のJRさいたま新都心ビル（20階建て）の5階から10階のフロアにある。
- ホテルメトロポリタン高崎（高崎駅）
ホテルメトロポリタン高崎が運営（経営は日本ホテル）。高崎支社管内のJR東日本ホテルズ2店舗（当ホテルとファミリーオ新治）は高崎ターミナルビルが運営を行っていたが、同社のホテル事業部門は2009年11月1日付で日本ホテルに吸収分割で継承され、2店舗の運営業務は日本ホテルの子会社として同年8月4日付で設立された、ホテルメトロポリタン高崎に移管された。
駅ビル「高崎モントレー」の6階から10階のフロアにある。
- ホテルメトロポリタン長野（長野駅）
ホテルメトロポリタン長野が運営（経営は日本ホテル）。
- ホテルメトロポリタン仙台（仙台駅）
仙台ターミナルビル（旧・仙台ターミナルホテル）が運営。
- ホテルメトロポリタン仙台イースト（仙台駅）
仙台ターミナルビルが運営。2017年6月19日に仙台駅東口に開業。
1、2階にはエスパル仙台店東館増床部分が入り、5階以上が客室。レストランはポジティブドリームパーソンズが運営。
- ホテルメトロポリタン山形（山形駅）
仙台ターミナルビル（旧・山形ターミナルビル）が運営。
- ホテルメトロポリタン盛岡・ホテルメトロポリタン盛岡ニューウイング（盛岡駅）
盛岡ターミナルビル（旧・盛岡ターミナルホテル）が運営。
- ホテルメトロポリタン秋田（秋田駅）
秋田ステーションビルが運営。地下1階 - 3階部分がショッピングエリアとなっており、「アルス」の名称で営業している。

海外
- ホテルメトロポリタン プレミア 台北（中国語版）
2021年8月23日開業、JR東日本グループホテルの海外初出店。

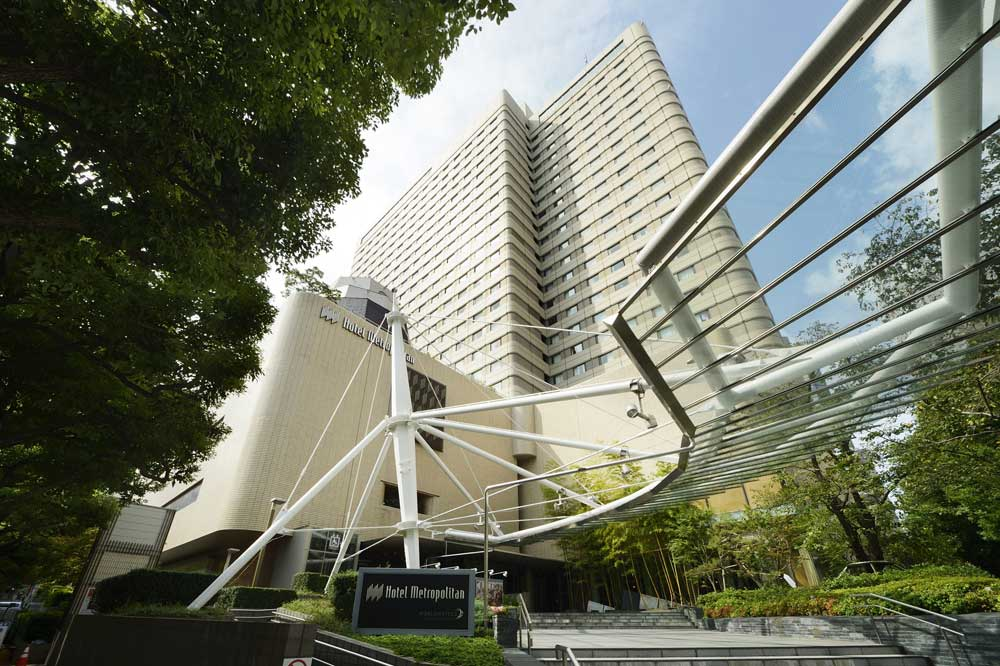
ホテルメトロポリタン
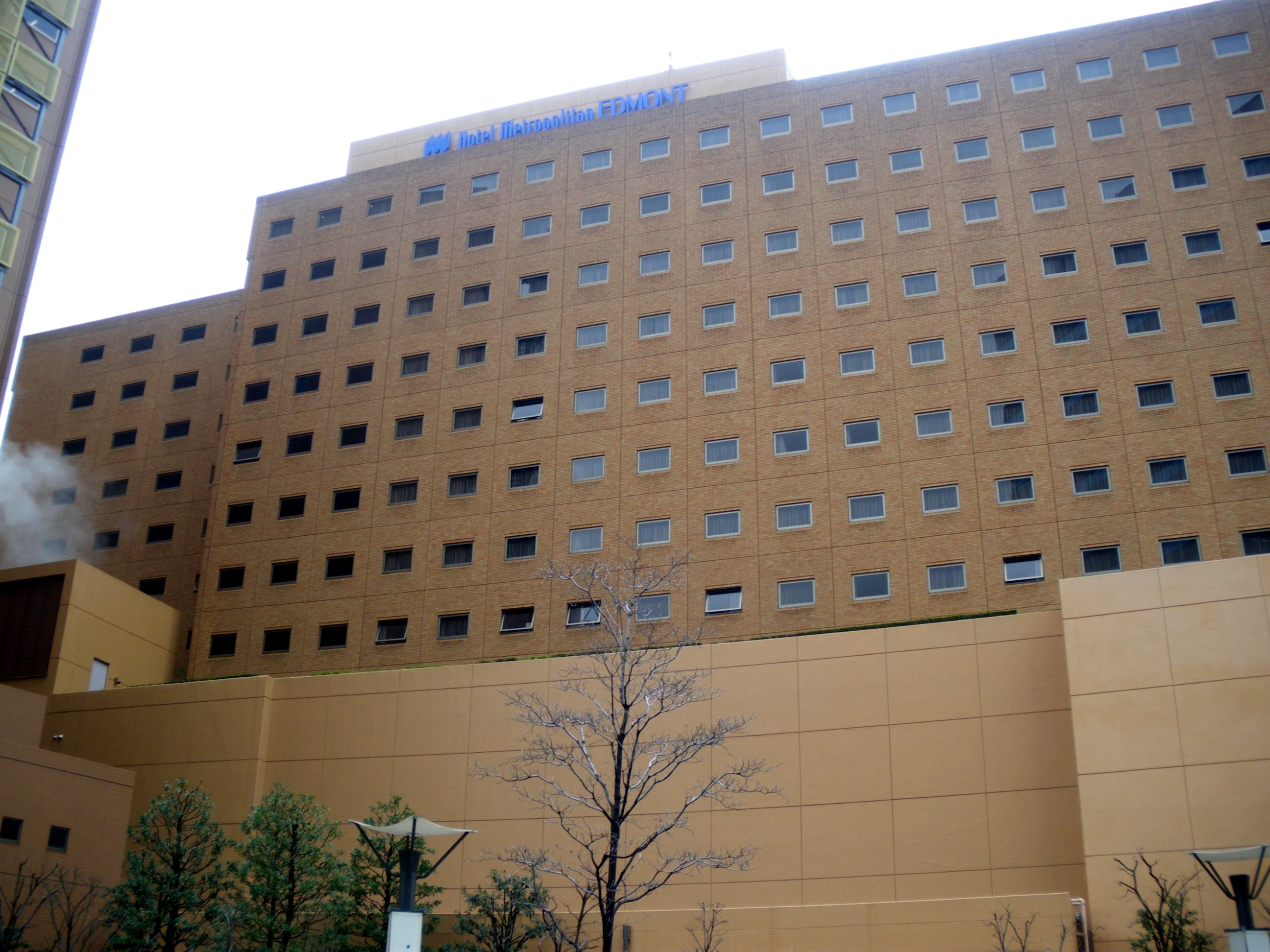
ホテルメトロポリタンエドモント飯田橋
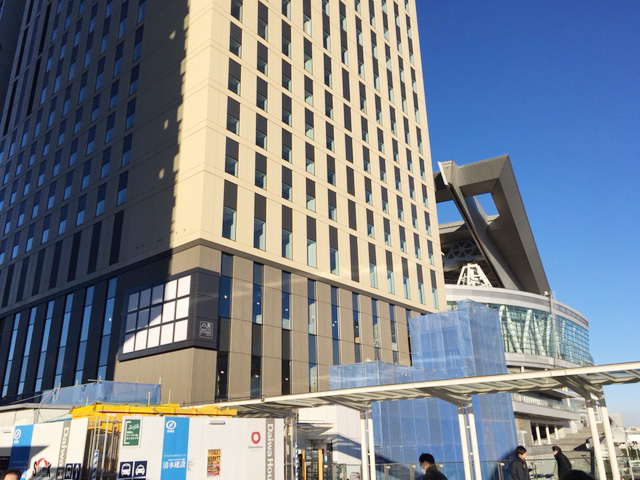
ホテルメトロポリタンさいたま新都心
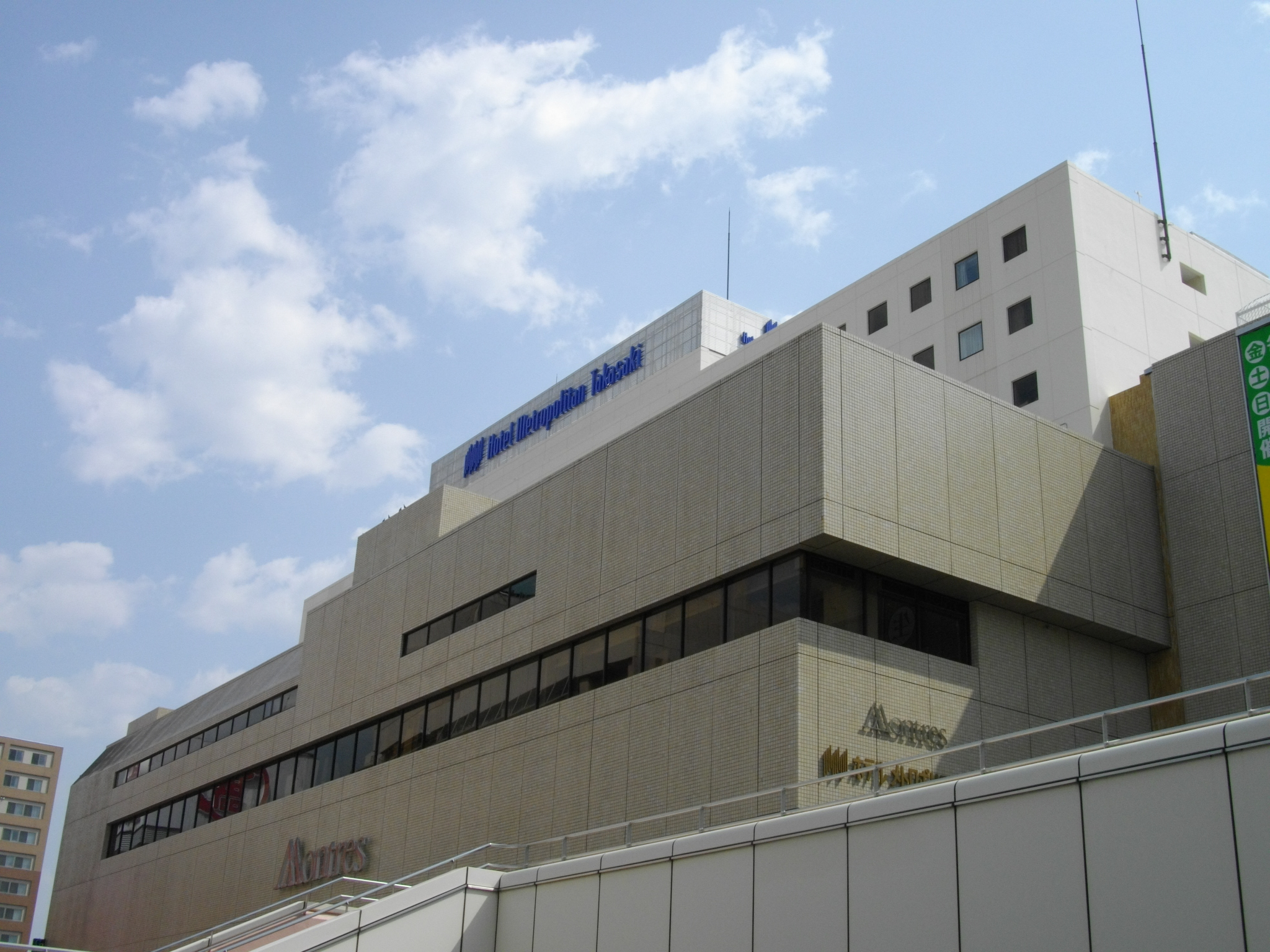
ホテルメトロポリタン高崎
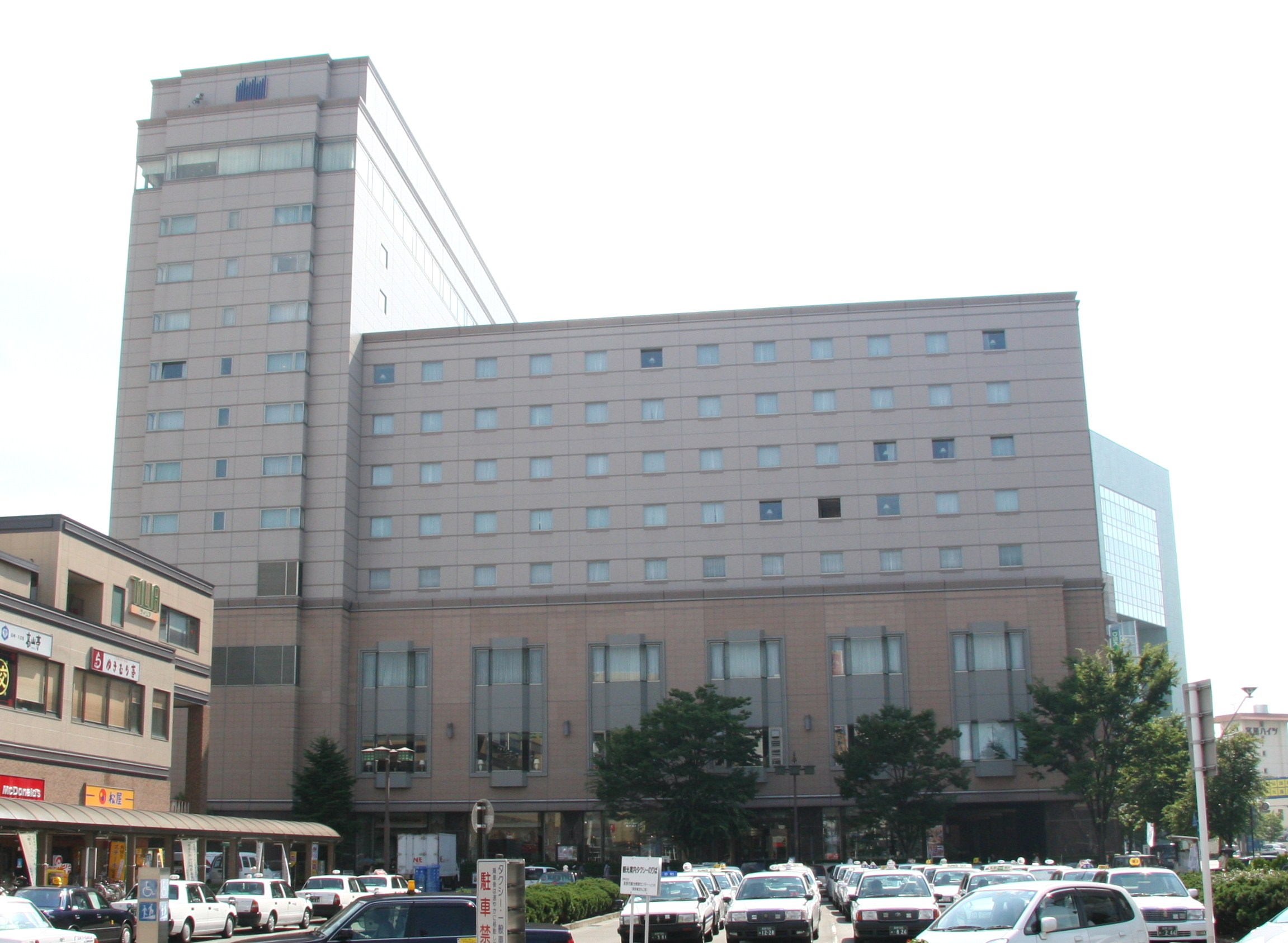
ホテルメトロポリタン長野
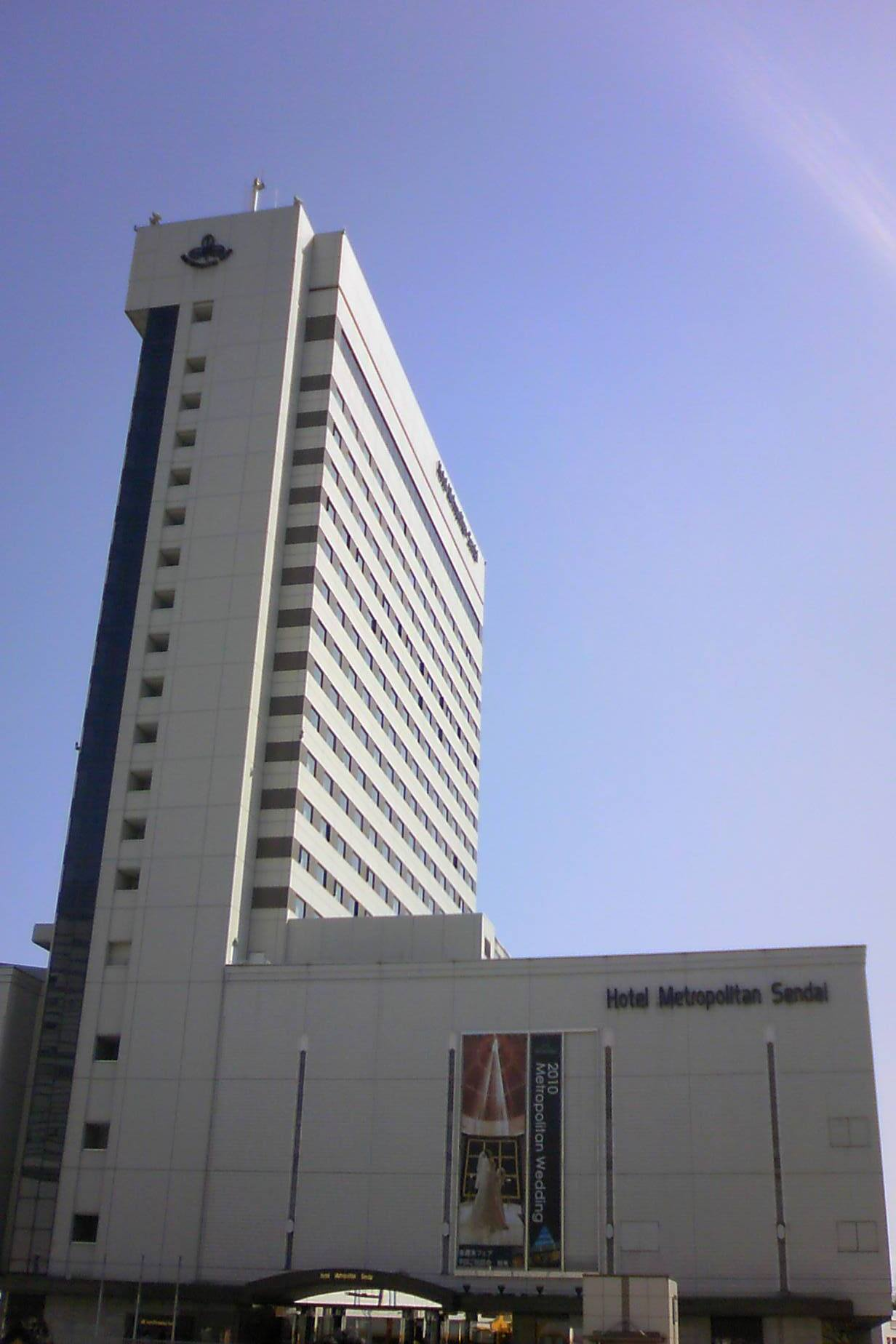
ホテルメトロポリタン仙台
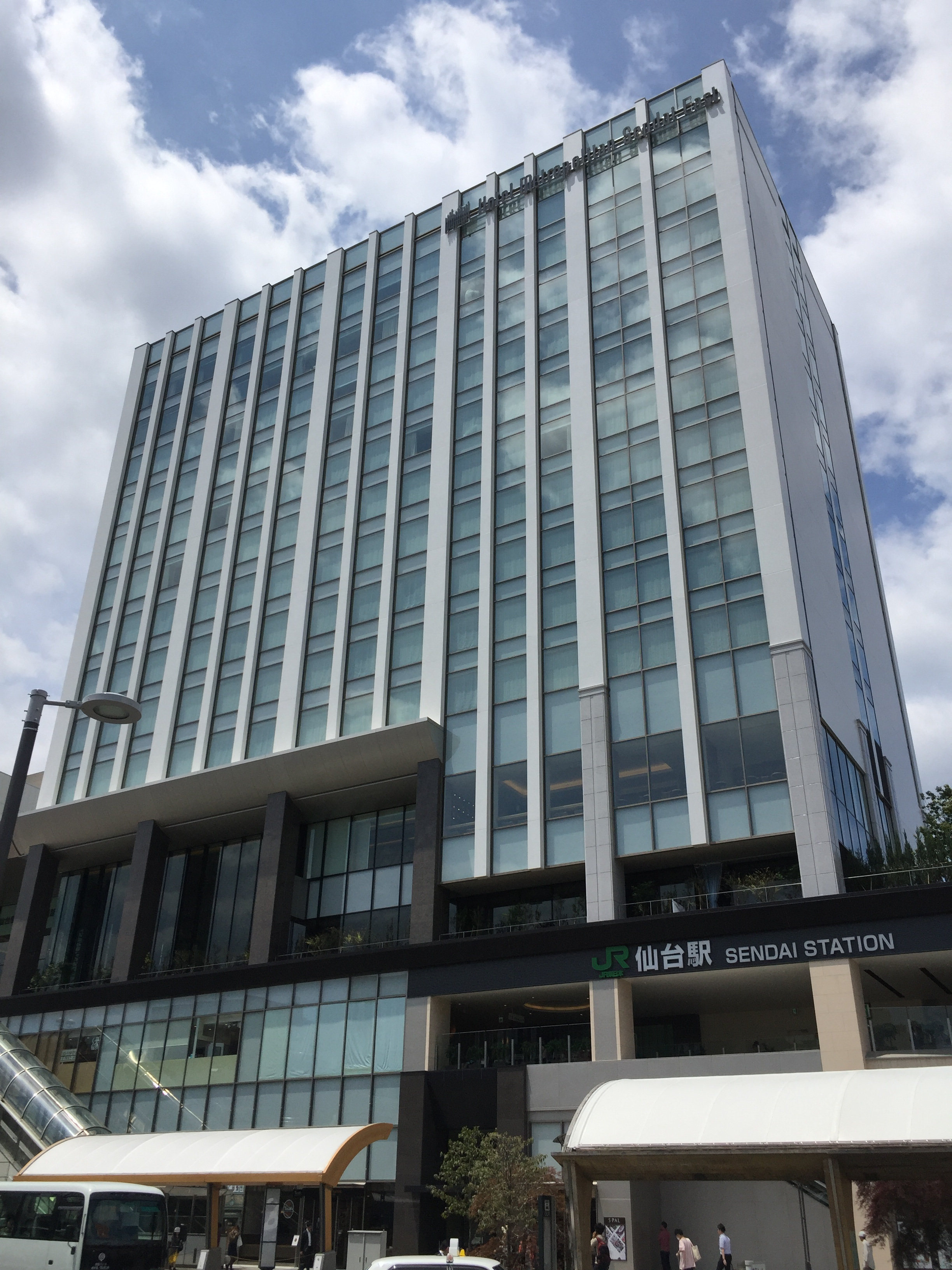
ホテルメトロポリタン仙台イースト
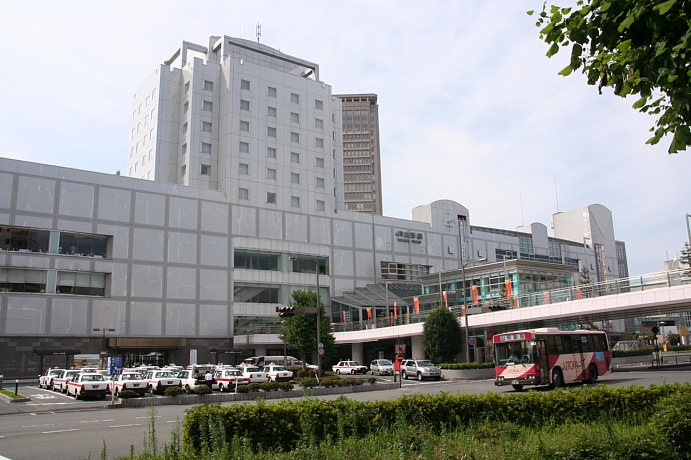
ホテルメトロポリタン山形
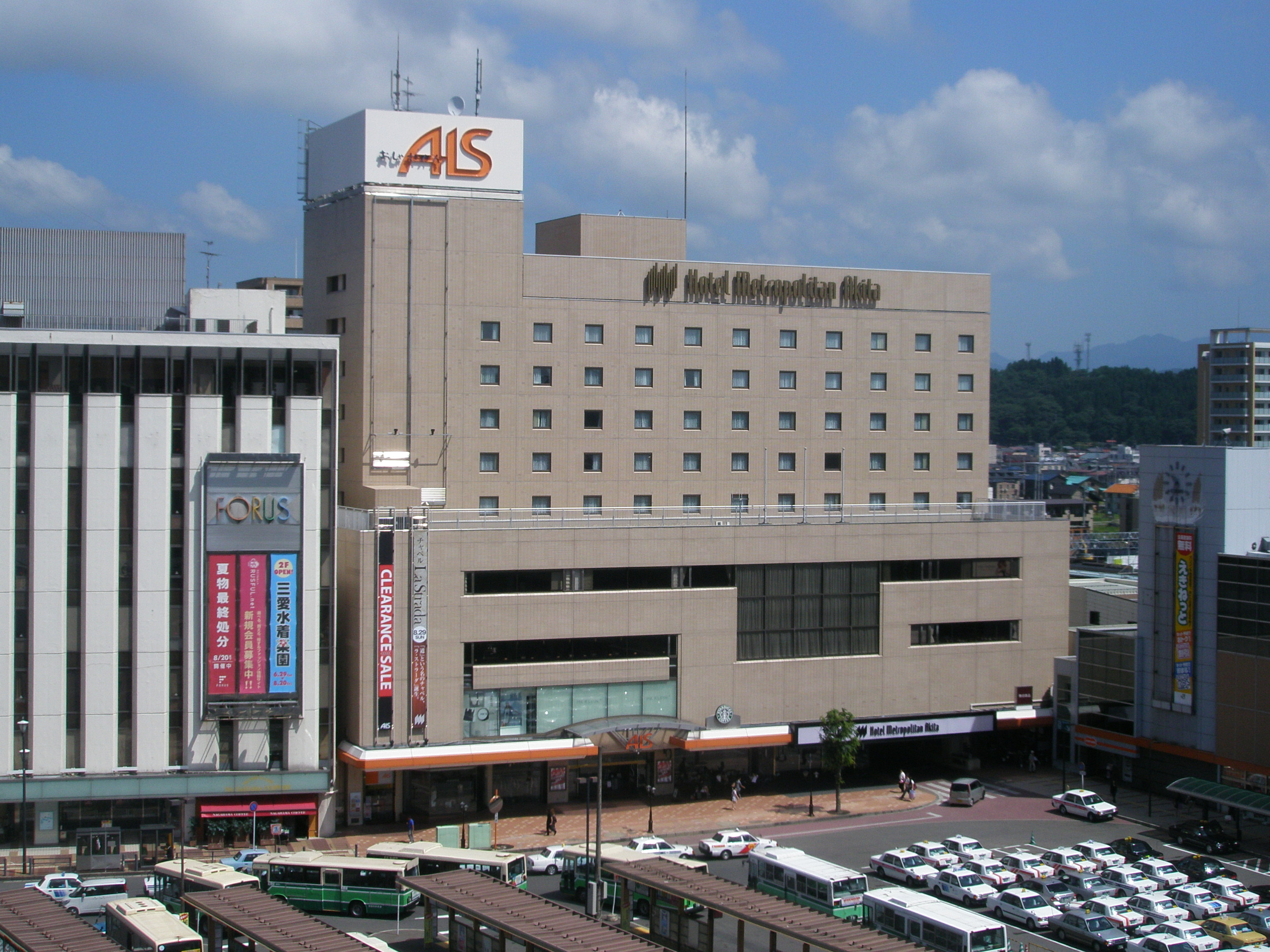
ホテルメトロポリタン秋田

## 日本ホテルへの再編
東京地区のメトロポリタンホテルズ・ホテルメッツチェーンは、JR東日本の方針によりホテル事業の会社が統合されている。
2004年（平成16年）4月に、メトロポリタンプラザ運営のプラザ事業本部を会社分割により分離して、ホテル運営専業となり「株式会社ホテルメトロポリタン」に商号変更された。2005年（平成17年）4月に他のJR東日本グループのホテルと所有・経営部門を統合。ホテルメトロポリタンの運営部門を会社分割で分離して、新・「株式会社ホテルメトロポリタン」を設立。旧・「株式会社ホテルメトロポリタン」と、株式会社「ホテルエドモント」、「日本ホテル」株式会社が合併し、ホテル所有・経営の会社「日本ホテル株式会社」となり、旧・「株式会社ホテルメトロポリタン」が商号変更され存続会社となった。
2007年（平成19年）4月にさらなる再編が行われた。運営会社として存続していた「株式会社ホテルメトロポリタン」・「株式会社ホテルエドモント」・「株式会社東京ステーションホテル」・「メッツホテルアンドレストラン株式会社」を経営会社である「日本ホテル株式会社」に吸収合併する形で解散させ、首都圏のホテルの経営・運営すべてを日本ホテル株式会社一社体制で行うようになった。
ホテルメトロポリタンの運営会社を遡れば、「池袋ターミナルホテル株式会社」として1981年（昭和56年）11月に設立されている。1985年（昭和60年）に開業し、翌1986年（昭和61年）に「池袋ターミナルビル株式会社」に商号変更された。これは、池袋駅メトロポリタン口に建設されるメトロポリタンプラザ（商業施設・オフィスの複合ビル）も運営するためであった。